# Josef Němec

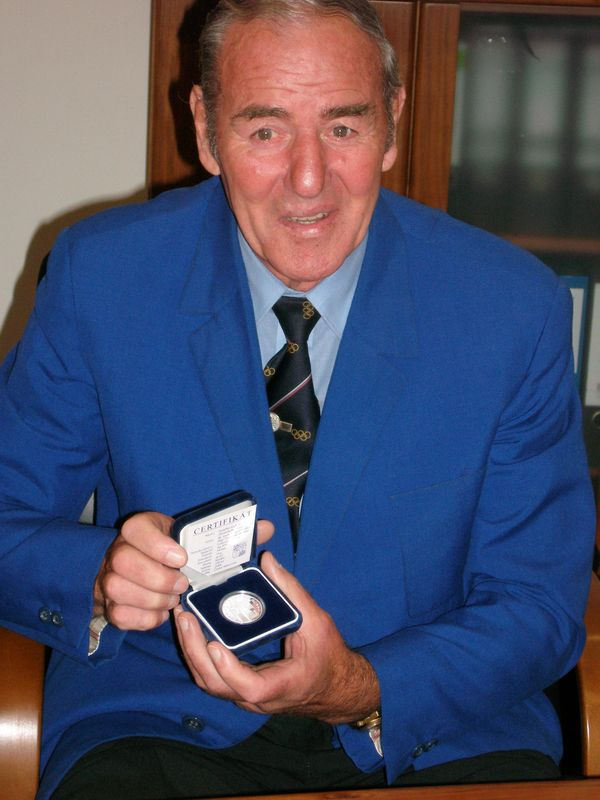
Josef Němec 2008

Josef Němec (* 25. September 1933 in České Budějovice, Tschechoslowakei; † 10. September 2013) war ein tschechoslowakischer Boxer. Němec war Europameister 1963 und Bronzemedaillengewinner der Europameisterschaften 1957 und 1959 sowie der Olympischen Spiele 1960. Außerdem war er 1956 und 1964 Teilnehmer.

## Karriere
Němec war elfmaliger tschechoslowakischer Meister und bestritt 320 Kämpfe, von denen er 308 gewann.
Einen seiner ersten Länderkämpfe für die tschechoslowakische Auswahl bestritt Němec 1954 gegen Ulli Nitzschke, DDR, welchen er jedoch durch TKO in der dritten Runde verlor. 1956 wurde er erstmals tschechoslowakischer Meister und nahm als solcher an den Olympischen Spielen 1956 teil, bei welchen er jedoch bereits im ersten Kampf gegen den späteren Olympiasieger Pete Rademacher, USA (KO 2.), verlor. Bei den beiden folgenden Europameisterschaften 1957 und 1959 gewann er die Bronzemedaille.
Bei den Olympischen Spielen 1960 erreichte Němec nach Siegen über Dave Thomas, England (5:0), und Percy Price, USA (4:1), das Halbfinale, welches er jedoch gegen Franco De Piccoli, Italien (4:1), verlor und damit die Bronzemedaille gewann.
1961 schied Němec zwar noch bei den Europameisterschaften im Viertelfinale aus, konnte jedoch 1963 mit einem Finalsieg über Andrei Abramow, Sowjetunion, den Europameistertitel gewinnen.
1964 nahm Němec nochmals an den Olympischen Spielen teil, schied jedoch gegen Giuseppe Ros, Italien (4:1), im Achtelfinale aus und zog sich danach aus dem aktiven Sport zurück.
Nach seiner aktiven Laufbahn war er Trainer des Box clubu táty Němce v Českých Budějovicích und Ehrenpräsident des Budweiser Samson Boxing Clubs.
| Personendaten    | Personendaten                            |
| ---------------- | ---------------------------------------- |
| NAME             | Němec, Josef                             |
| KURZBESCHREIBUNG | tschechoslowakischer Schwergewichtsboxer |
| GEBURTSDATUM     | 25. September 1933                       |
| GEBURTSORT       | České Budějovice, Tschechoslowakei       |
| STERBEDATUM      | 10. September 2013                       |